# 誰も知らないJ学園
誰も知らないJ学園（だれもしらないジェイがくえん）は、2010年4月28日から7月7日まで関西テレビで毎週水曜日深夜1:29 - 1:59に放送されていた関西ジャニーズJr.出演のテレビドラマ。同局としては2008年の『DRAMATIC-J』、2009年の『DRAMADA-J』に続くドラマシリーズ第3弾。
B.A.D.の桐山照史と中間淳太、BOYSの中田大智や濱田崇裕ら10人が1話ごとに主演をつとめる。ある学園を舞台に、“学校で起きるちょっと不思議な話”を共通のテーマとした一話完結のドラマとなっている。視覚障害者向けの解説放送があった。
2010年11月17日にDVD-BOXが発売された。

## 放送内容

### 第1話 学校の階段
2010年4月28日放送。主演は桐山照史。
キャスト
- 武田 - 桐山照史（B.A.D.）
- 向井 - 向井康二（Shadow WEST）
- 金内 - 金内柊真
- 北田 - 北田和也
- ヨシムラ - 岡崎拓弥
- 女子生徒役 - JK21

### 第2話 名カウンセラー
2010年5月5日放送。
キャスト
- 関口 - 小瀧望（7 WEST）
- 田仲 - 竹本慎平（7 WEST）
- 藤田 - 新垣佑斗（7 WEST）
- 斉藤 - 藤井美由紀（JK21）
- 木村なな - 椿みなみ（JK21）
- その他 女子生徒役 - JK21

### 第3話 連獅子の舞
2010年5月12日放送。
キャスト
- 山川丈二 - 重岡大毅（7 WEST）
- 近藤アツシ - 藤井流星（7 WEST）
- 北浦徹 - 三嶋健太
- 写真部・藤本 - 須田琴子

### 第4話 ガクガクガクショク
2010年5月19日放送。
キャスト
- 桂川俊郎 - 千崎涼太
- 内場 - 平野勇気
- 服部 - 渡邊黎哉
- 酒井 - 室将也
- 女子生徒役 - JK21

### 第5話 ロッカールーム
2010年5月26日放送。
キャスト
- アキラ - 濵田崇裕(BOYS)
- 吉見 - 林真鳥
- 正二 - 楠本幸登
- 哲 - 藤原丈一郎
- 真鍋 - フューガルショーン悟空
- 女子生徒役 - JK21

### 第6話 Lost People
2010年6月2日放送。主演は中間淳太。
キャスト
- 竹原時生 - 中間淳太（B.A.D.）
- 目黒 - 室龍規（Veteran）
- 原田 - 菊岡正展（Veteran）
- 小松 - 伊藤政氏（Veteran）
- 関 - 大田裕明

### 第7話 パラレル・スケッチ
2010年6月9日放送。
キャスト
- 竹内章太 - 神山智洋（7 WEST）
- 森山大志 - 向井達郎
- 寺本進 - 山下風雅
- 中島洋明 - 吉田涼也
- 高嶋さゆり - 田中梨奈（JK21）
- その他 女子生徒役 - JK21

### 第8話 彼女を待ちながら…
2010年6月23日放送。
キャスト
- 三浦真悟 - 中田大智(BOYS)
- 江越耕作 - 濵田崇裕(BOYS)
- 後藤 - 宮繁恵梨（プチJK）
- その他 女子生徒役 - JK21

### 第9話 燃えよ、男子チアーズ!
2010年6月30日放送。
キャスト
- 桃井勇 - 浜中文一（Veteran）
- 坂田歳三 - 山碕薫太（Veteran）
- 浦島総司 - 室龍太（Veteran）
- 竹林みゆき - 松田歩実（JK21）
- その他 女子生徒役 - JK21

### 最終話 卒業〜遭難する視聴覚室
2010年7月7日放送。
キャスト
- アツシ - 藤井流星（7 WEST）
- 田仲 - 竹本慎平（7 WEST）
- コースケ - 向井康二
- 服部 - 渡邊黎哉
- 女子生徒役 - JK21

## スタッフ
- 脚本：オカモト國ヒコ、タカミ K ナミヲ（高見健次・川浪ナミヲ）、三谷昌登、飛葉喜文
- 音楽：岡野弘幹
- チーフプロデューサー：谷口俊哉
- 演出：谷口俊哉、大畑拓也(東通企画)、瑠東東一郎(メディアプルポ)、萩原崇、白木啓一郎、高山浩児（メディアプルポ）、中村和宏（MEW）、若松雅也（メディアプルポ）
- 協力：メディアプルポ、東通企画
- 制作協力：ジャニーズ事務所
- 制作：関西テレビ